# Левинських Олександр Олександрович
Олександр Олександрович Левинських (рос. Александр Александрович Левинских; 5 грудня 1919, Березовський, Росія — 26 січня 2013, Москва, Росія) — радянський і російський авіаконструктор, очолював ДКБ імені Яковлєва з 1984 по 1990 рік.

## Біографія
Народився 5 грудня 1919 року в місті Березовський, нині це Свердловська область. У 1944 році закінчив Військово-повітряну академію імені Жуковського, в 1952 році — вищі інженерні курси з проектування літальних апаратів при МВТУ.
З 1944 по 1966 рік в ГК НДІ ВПС, провідний інженер, начальник відділу, начальник випробувального відділу. В ОКБ-115 з 1966 року. З 1 жовтня 1966 року — заступник головного конструктора, з 6 вересня 1975 — головний конструктор. З 22 серпня 1984 року по 31 грудня 1990 — головний конструктор I категорії ОКБ імені Яковлева, відповідальний керівник ОКБ. Він був головним конструктором радянського винищувача Як-141 з можливістю вертикального зльоту і посадки. Крім того, Левинських брав участь у випробуванні багатьох типів літаків, включаючи Ту-16, 3М, МіГ-25, Як-23, Як-25, Ла-7 і німецьких Me-262.
З 2 січня 1991 року — головний консультант ОКБ.
Полковник, кандидат технічних наук, автор 16 наукових праць. Лауреат Державної премії СРСР, заслужений конструктор РРФСР.
Помер у Москві 26 січня 2013 після тривалої хвороби.

## Нагороди
- Лауреат Державної премії СРСР (1977)
- Нагороджений орденами Трудового Червоного Прапора (двічі), Вітчизняної війни II ступеня, Червоної Зірки (двічі), орденом Дружби і медалями.
- Нагрудний знак «Почесний авіабудівник РФ»